# L'Argent (Galbraith)
Pour les articles homonymes, voir L'Argent (homonymie).
L’Argent est un livre de l’économiste canadien John Kenneth Galbraith paru en 1975.
Dans cet essai, J. K. Galbraith explique en termes simples la nature de l’argent et de tous les mécanismes économiques qui l’entourent : les pièces,  les Trésors privés ou publics, les banques, les grandes banques privées ou nationales, le papier monnaie. Tout cela est illustré par des exemples de l’histoire de l’économie occidentale du XVIe siècle à maintenant.